# Rosa 'Souvenir d'Anne Frank'
Souvenir d'Anne Frank (el nombre del obtentor registrado), es un cultivar de rosa floribunda que fue conseguido en Bélgica en 1960 por  Hippolyte Delforge. Es una de las rosas más conocidas del mundo.

## Descripción
'Souvenir d'Anne Frank' es una rosa moderna cultivar del grupo floribunda.
El cultivar procede del cruce de 'Rêve de Capri' x 'Chanteclerc'. Las formas arbustivas del cultivar tienen un porte erguido y alcanza los 80 cm de alto. Las hojas son de color verde claro y brillante. Sus delicadas flores de color mezcla de salmón-naranjas son de tamaño medio, corte completo, fragancia suave, con 17 pétalos. La forma de floración de mediana, semi-doble a doble. Florece en oleadas a lo largo de la temporada.
Esta rosa es popular entre los jardineros, ya que es muy espinoso, resistente y soporta la sombra. Es compatible con frío y resiste la enfermedad.

## Origen
El cultivar fue desarrollado en Bélgica por el prolífico rosalista belga Hippolyte Delforge en 1960. 'Souvenir d'Anne Frank' es una rosa híbrida con ascendentes parentales de 'Rêve de Capri' x 'Chanteclerc'.
El obtentor fue registrado bajo el nombre cultivar de 'Souvenir d'Anne Frank' por Hippolyte Delforge en 1960 y se le dio el nombre comercial de 'Souvenir d'Anne Frank'.

## Cultivo
Aunque las plantas están generalmente libres de enfermedades, es posible que sufran de punto negro en climas más húmedos o en situaciones donde la circulación de aire es limitada. Las plantas toleran la sombra, a pesar de que se desarrollan mejor a pleno sol. En América del Norte son capaces de ser cultivadas en USDA Hardiness Zones 6b a 9b. La resistencia y la popularidad de la variedad han visto generalizado su uso en cultivos en todo el mundo.
Las flores son adecuadas para su uso como flor cortada. Tanto la forma de arbustos y estándar injertado pueden ser cultivadas en contenedores grandes.

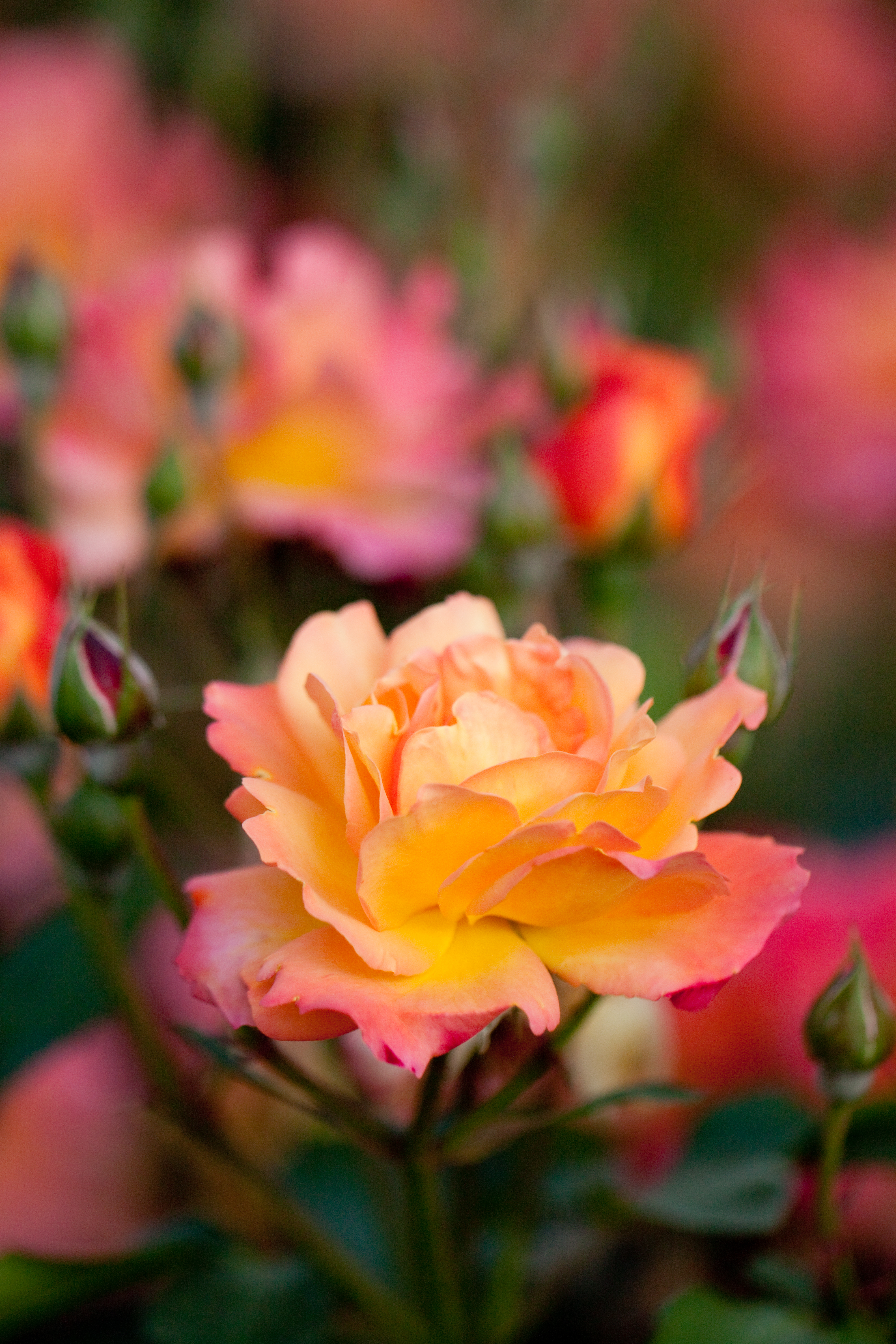
Rosa 'Souvenir d'Anne Frank' en el Jardín Botánico de Kioto (Japón).
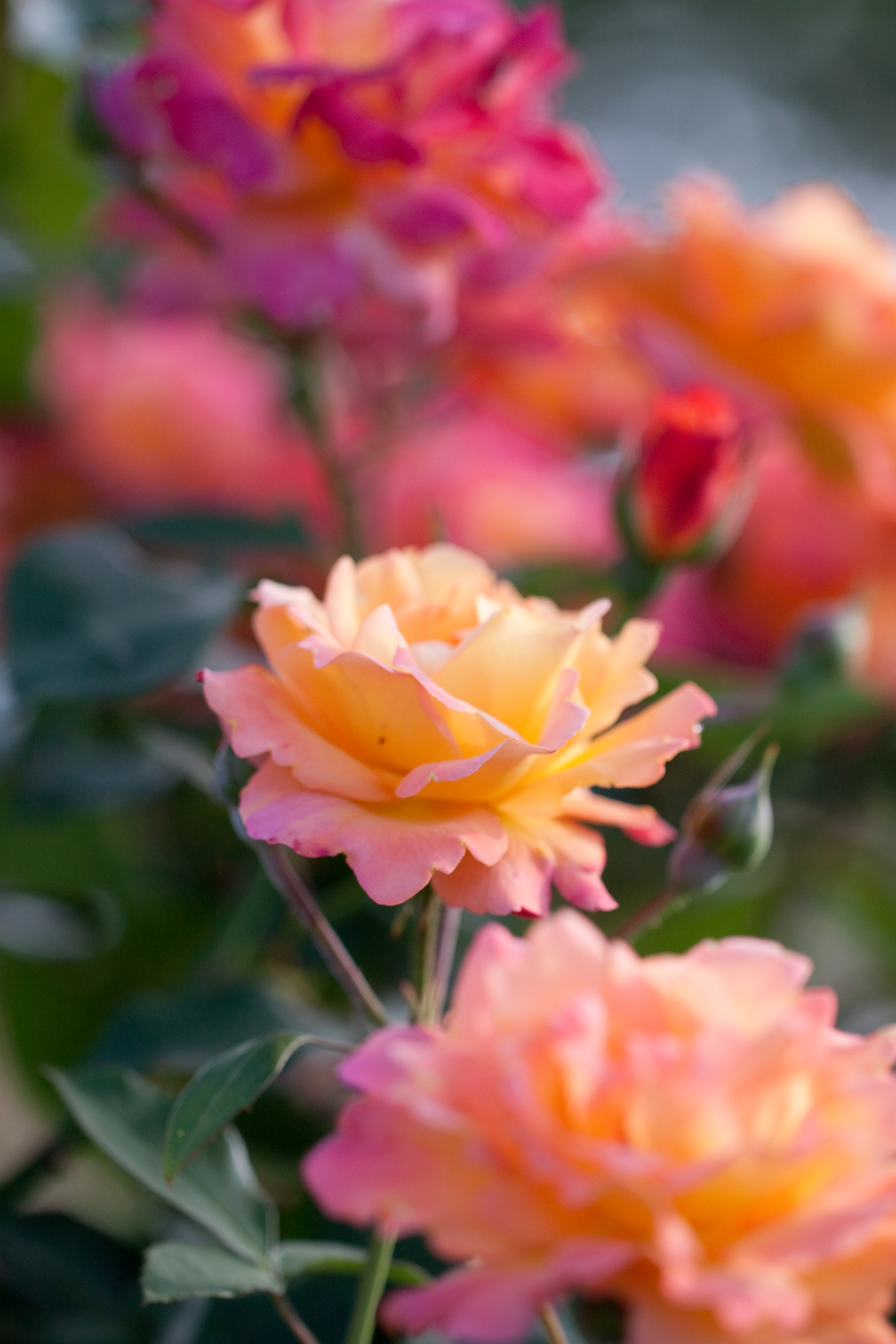
Rosa 'Souvenir d'Anne Frank'.
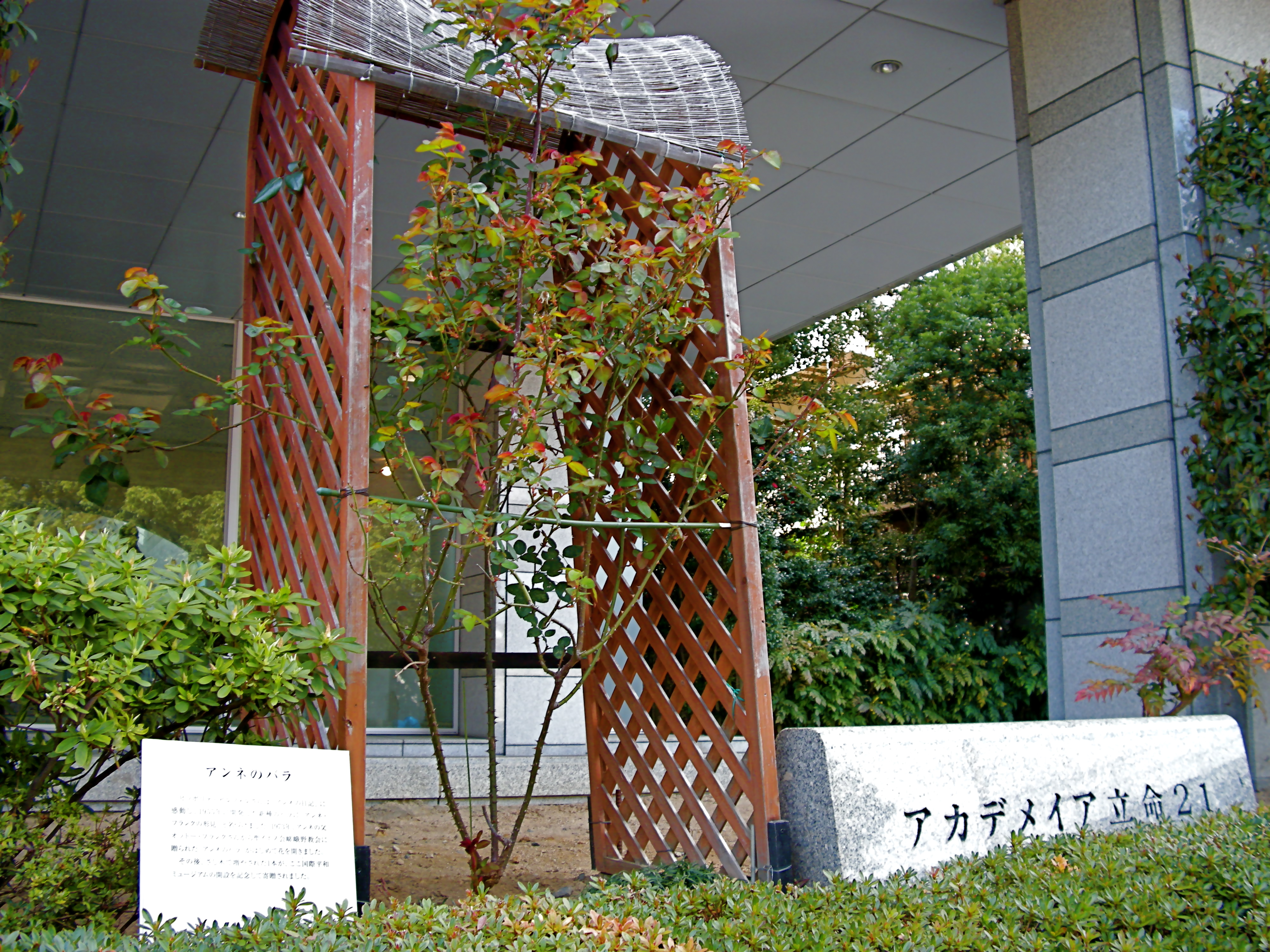
Rosa 'Souvenir d'Anne Frank' en el campus Kinugasa, Universidad Ritsumeikan, Kioto (Japón).
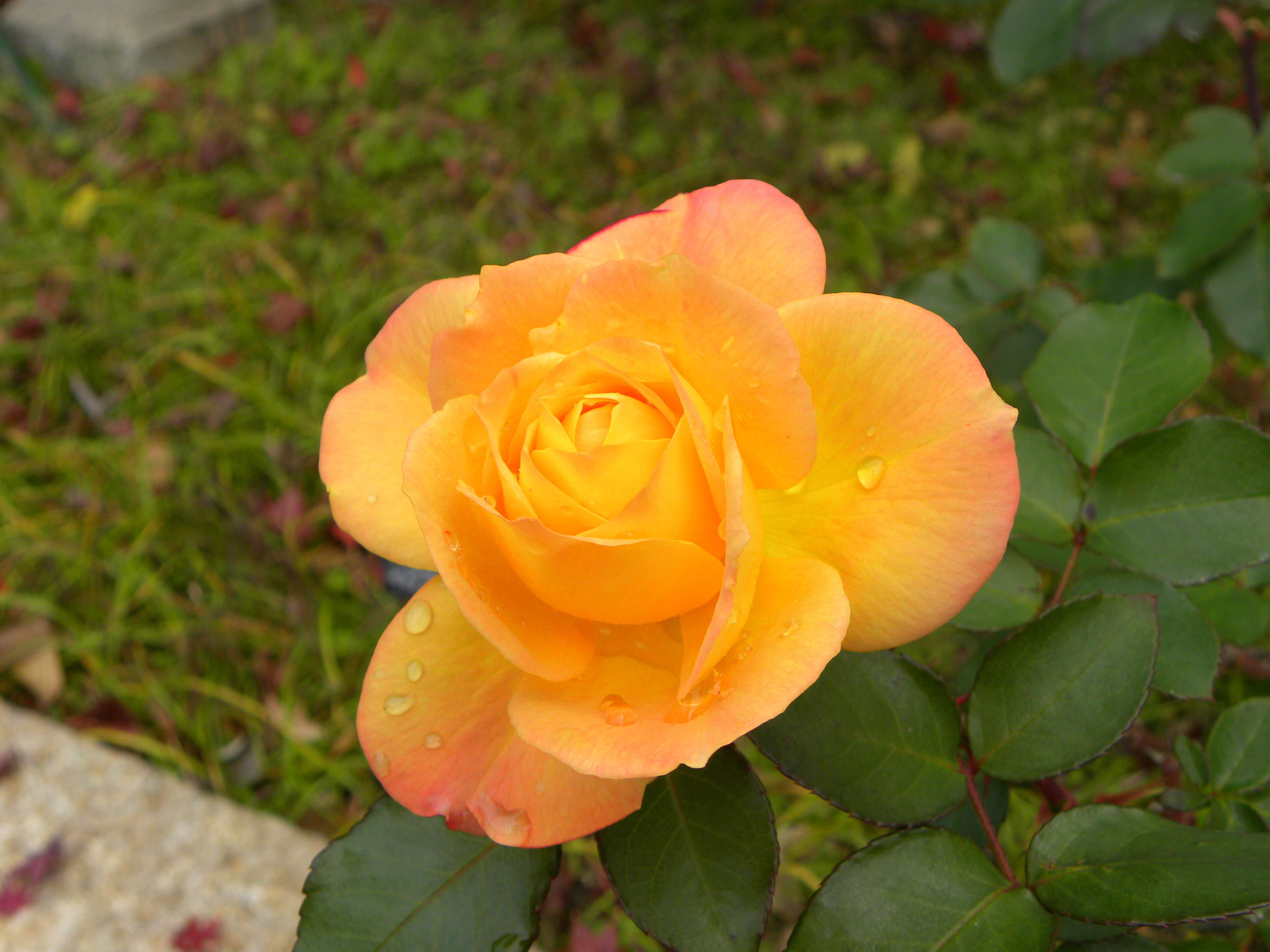
Rosa 'Souvenir d'Anne Frank' en el "Suma-rikyu Park", Kobe (Japón).